# Rantumbecken
Das Rantumbecken ist ein Naturschutzgebiet (ein Brackwassersee) etwa in der Mitte der Insel Sylt südlich der Orte Westerland und Tinnum. Es ist nach dem Ort Rantum benannt. Betreut wird dieses Schutzgebiet vom Verein Jordsand.

## Geschichte
In den Jahren 1936/37 wurde im Auftrag der Wehrmacht durch den Reichsarbeitsdienst südöstlich von Westerland mit einem fünf Kilometer langen Deich ein 576 Hektar großes Wattgebiet vom Wattenmeer abgetrennt. Es sollte der Luftwaffe als Fliegerhorst für Seeflieger dienen, da deren Wasserflugzeuge aufgrund der oftmals rauen Nordsee und der gezeitenabhängigen Wasserstände dort nicht jederzeit landen konnten. Zwei Pumpenstationen im Deich sollten den Wasserstand stets auf einem flugbetriebstauglichen Niveau halten. Doch bereits bei der Fertigstellung des Beckens wurde es als „nicht mehr kriegswichtig“ eingestuft, da die Wehrmacht im April 1940 mit dem Unternehmen Weserübung das dänische Festland besetzt hatte und dort geeignetere Flugplätze einrichten konnte. Darüber hinaus hatte die technische Entwicklung die oftmals schwerfälligen Wasserflugzeuge vom Typ Dornier Wal o. Ä. aus der strategischen Kriegsführung nahezu völlig verdrängt, sodass der Wasserflugplatz weitgehend unbedeutend blieb. Nach Ende des Zweiten Weltkrieges war beabsichtigt, das Becken auszutrocknen und einen Koog mit vier landwirtschaftlichen Betrieben zu begründen.
Später wurden die Abwässer von Westerland in das Becken geleitet. Ab dem Jahr 1962 wurde das Becken aufwendig renaturiert und dort ein Seevogelschutzgebiet eingerichtet, das 1968 zum Europareservat erklärt wurde. Es entwickelten sich mit der Zeit verschiedene Biotope wie Wiesen, Sümpfe, Wasser- und Sandflächen.

## Umgebung
An der Nordseite des Rantumbeckens liegt der hauptsächlich als Weideland genutzte Nössekoog. Dort ist auch der größte Zufluss, das Waadens-Sill.
An der Nordwest-Seite befindet sich ein Entsorgungszentrum von Remondis sowie die zentrale Kläranlage der Insel.
Im Südwesten befinden sich ein Campingplatz und ein Zeltlager des Kreis-Sport-Verbandes. Auf dem ehemaligen Kasernengelände unmittelbar am Südwestufer des Rantumbeckens liegt seit dem Jahr 2006 ein großer Hotelkomplex.

Das Rantumbecken
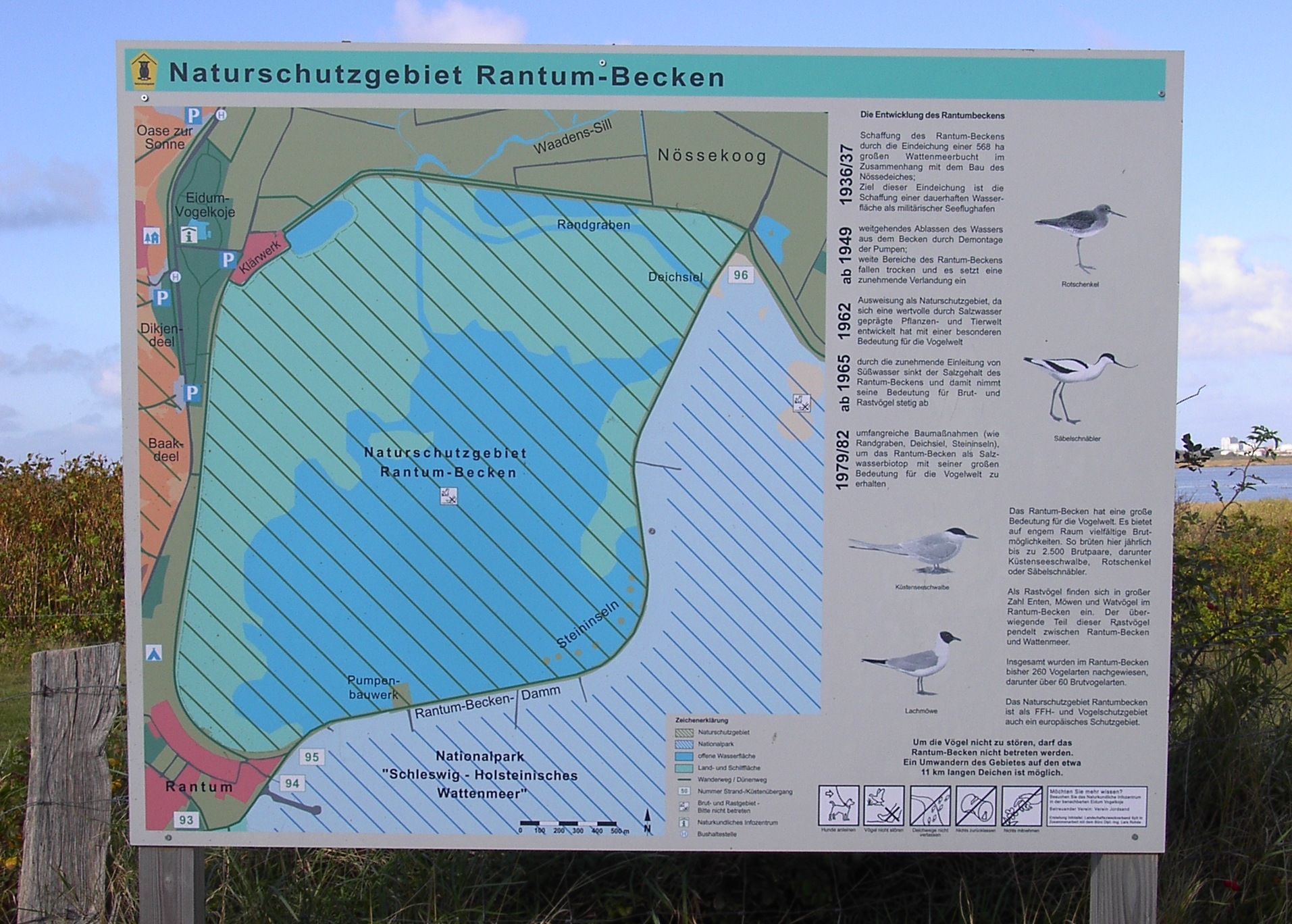
Infotafel zum Rantumbecken
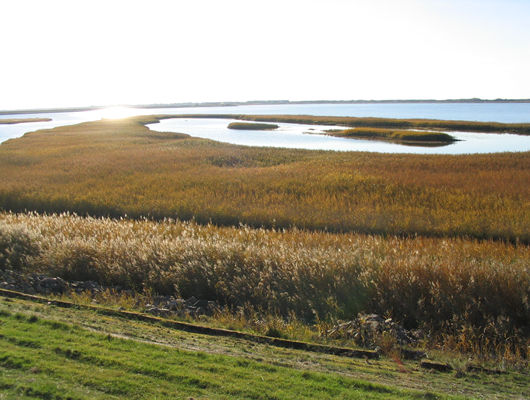
Blick über das Rantumbecken zur Insel Sylt
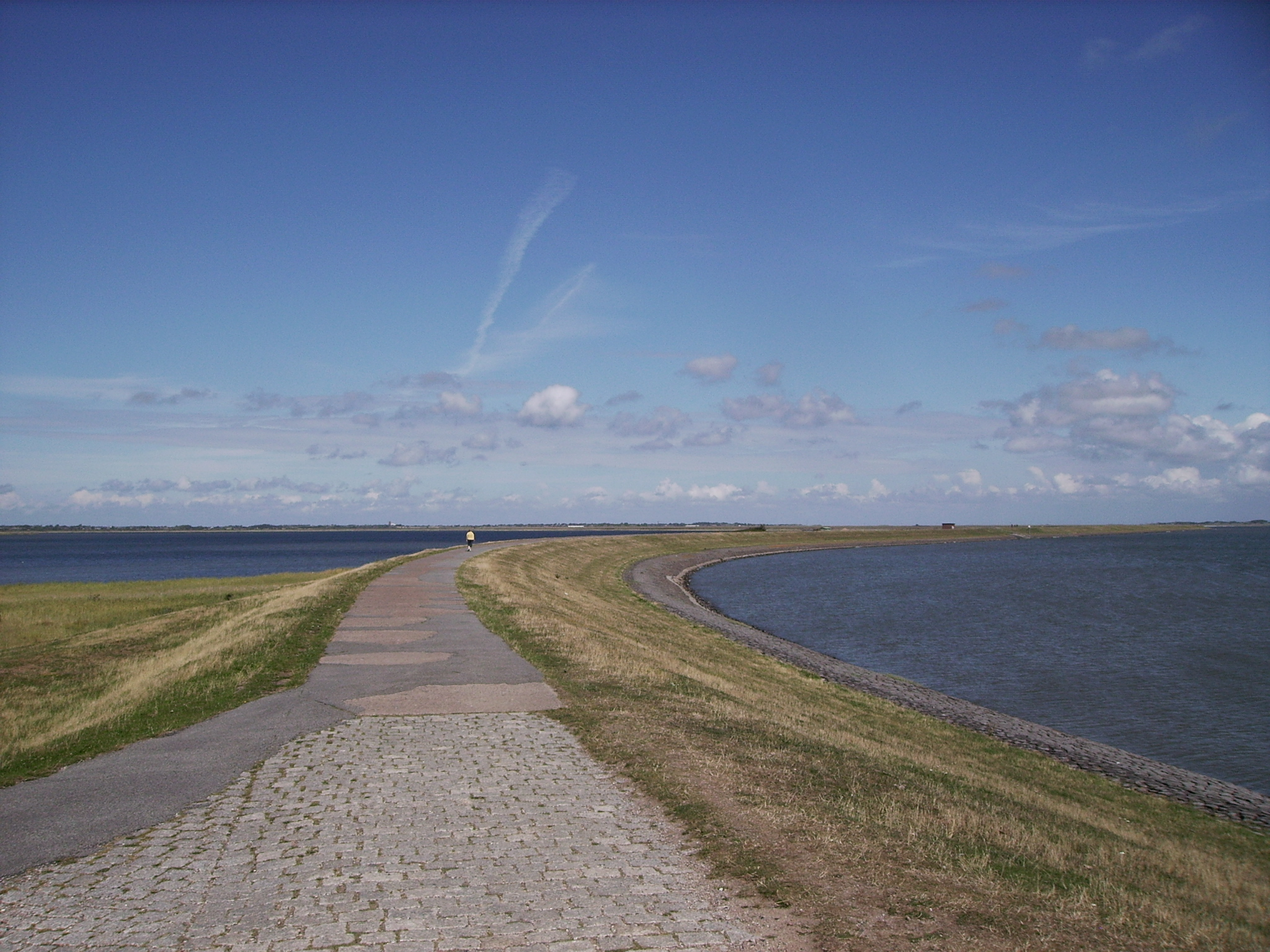
Blick auf den Deich, der das Rantumbecken (links) vom Wattenmeer trennt
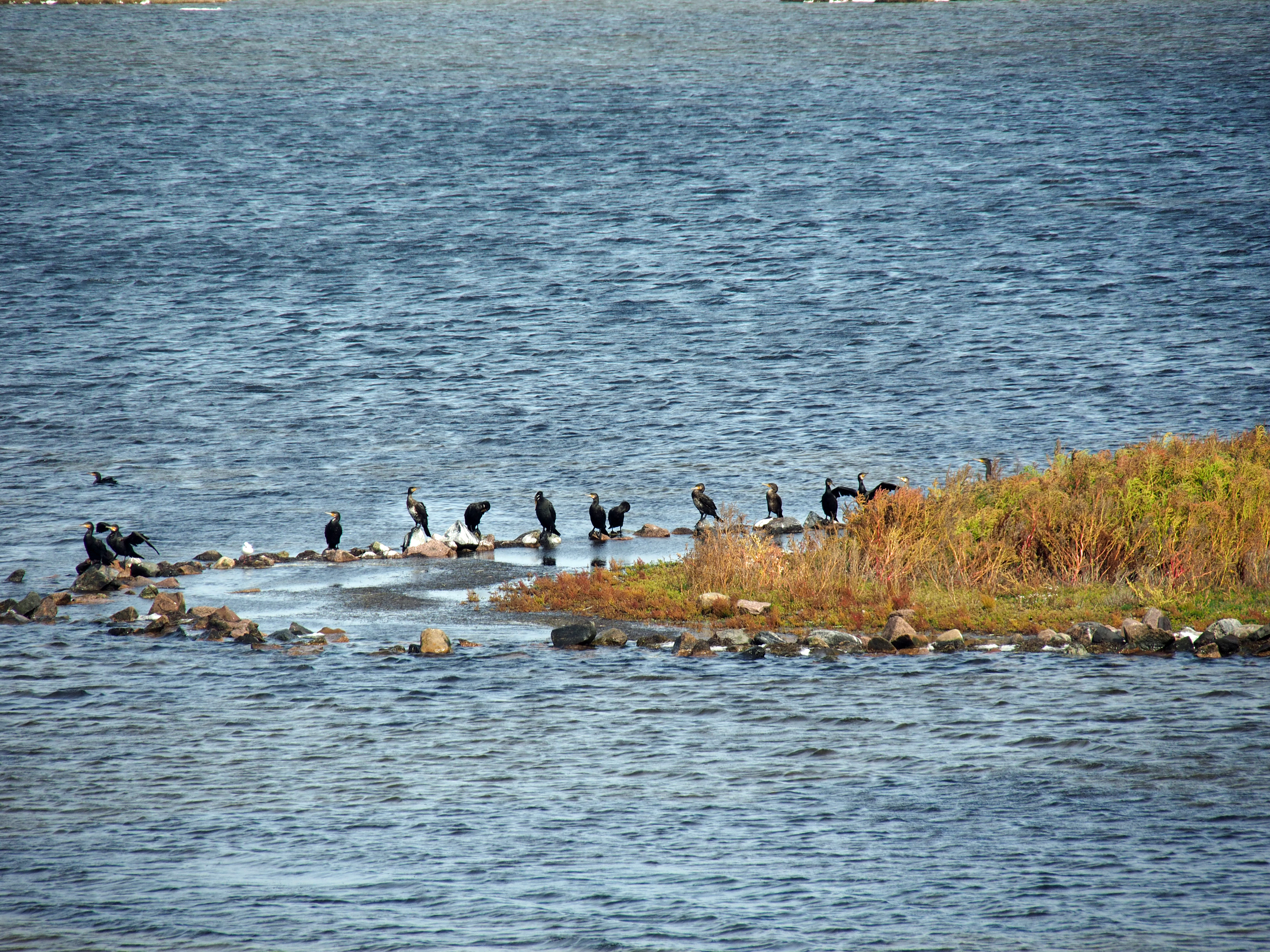
Steininsel mit Kormoranen im Rantumbecken
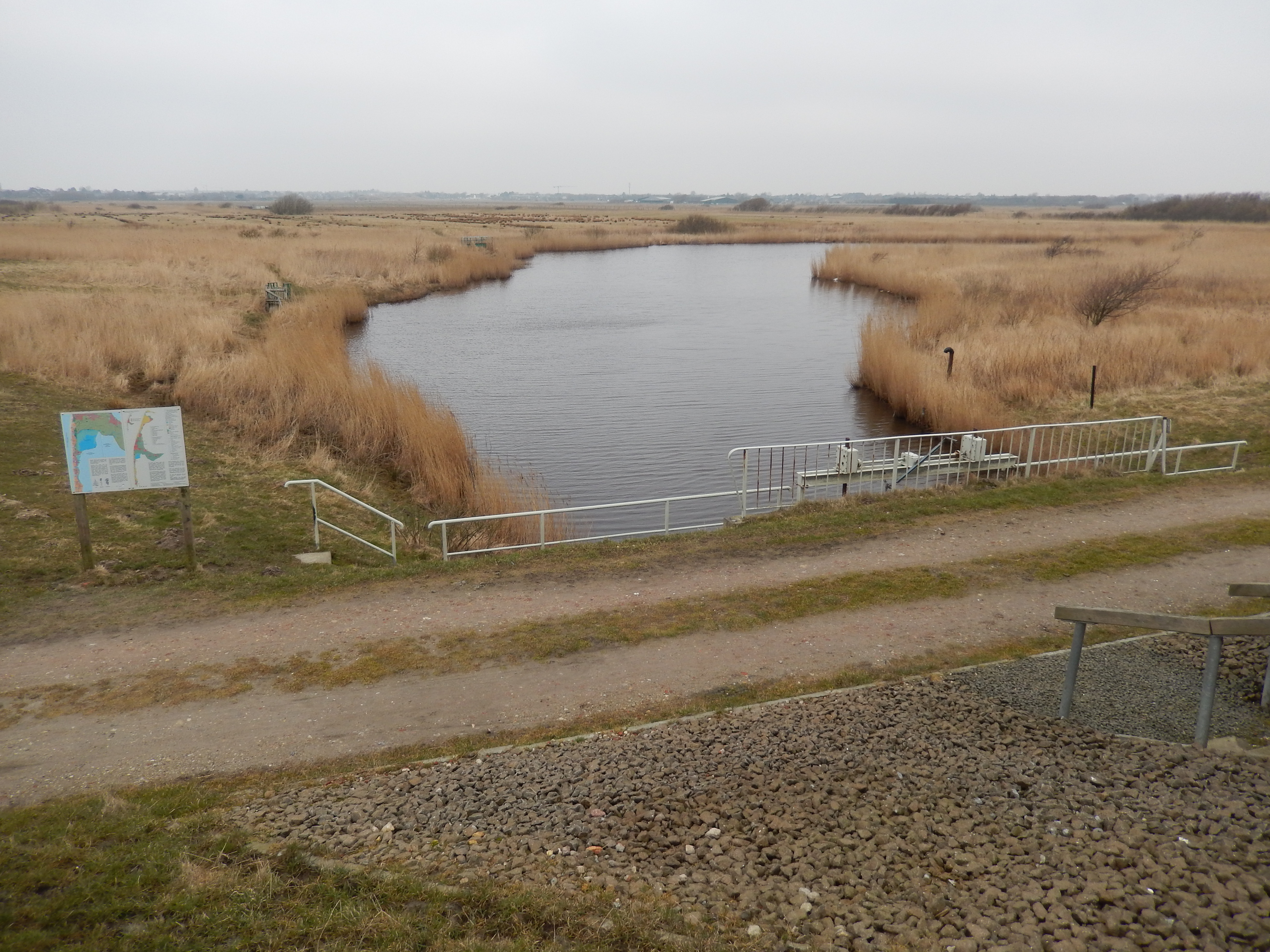
Blick auf den Zufluss, das Waadens-Sill, nördlich des Rantumbeckens